# Fichtelgebirge
Das Fichtelgebirge (tschechisch Smrčiny) ist ein bis zu 1051 Meter hohes Mittelgebirge im Nordosten Bayerns in Deutschland und im Nordwesten Tschechiens.
Im Jahre 1971 wurde auf einer Fläche von 1020 km² der Naturpark Fichtelgebirge geschaffen. Kleinere Teile davon befinden sich im Přirodní park Smrčiny (deutsch: Naturpark Fichtelgebirge) im Nordwesten Tschechiens.
Der südliche Bereich des Naturraumes Fichtelgebirge, der Steinwald, liegt im Naturpark Steinwald.

## Etymologie
Der Ursprung des Namens Fichtelgebirge ist wahrscheinlich im Bergbaugeschehen zu suchen und kommt nicht – wie lange vermutet – von der dichten Fichtenbewaldung. Zum Zeitpunkt der Namensentstehung war, wie Pollenanalysen zeigen, im nordbayerischen Raum ein Buchen-Tannen-Fichten-Mischwald vorhanden. Erst infolge des Erzbergbaus und der Verhüttung der Metalle wurden die Laubholzarten stark dezimiert, und die schneller wachsende Fichte wurde als Rohstofflieferant angepflanzt.
Zunächst war der in einer Urkunde von 1317 genannte „Vythenberg“ nur der heutige Ochsenkopf, an dem sich das Bergwerk Sankt Veit befand – „Vyt“ entspricht dem heutigen „Veit“. Aus dessen Namen entwickelte sich das Wort „Vichtel“ oder „Fichtel“, das sich später auf das gesamte Gebiet des heutigen Fichtelgebirges übertrug.

## Geographie

### Lage
Das Fichtelgebirge bedeckt eine Fläche von rund 1600 Quadratkilometern. Der weit überwiegende Teil erstreckt sich auf den Osten des bayerischen Regierungsbezirks Oberfranken (Landkreise Wunsiedel, Hof und Bayreuth) und im Südosten hat es Anteil am bayerischen Regierungsbezirk Oberpfalz (Landkreis Tirschenreuth). Seine nord- sowie südöstlichen Teile sind tschechisches Territorium (zur Lage im Bezug auf umliegende Gebirge siehe Naturräumliche Gliederung).

### Berge
Im nordwestlichen Schenkel des Fichtelgebirgshufeisens liegt dessen höchster Berg, der Schneeberg (1051 m), westlich vorgelagert ist der langgezogene Bergrücken der Hohen Heide mit dem gleichnamigen Gipfel Hohe Heide (848 m). Dort liegen auch der Waldstein mit dem Großen Waldstein (877 m) und dem markanten Epprechtstein (798 m) sowie das Massiv des Kornbergs mit dem Großen Kornberg (827 m). Der Selber Forst mit dem Wartberg (688 m) und der Liebensteiner Forst mit dem Kühbühl (661 m) bildeten bis 1945 noch einen abschließenden Nordostschenkel. Heute besteht dieser Schenkel aus dem Selber Forst und der Polenská vrchovina (deutsch etwa: Hirschfelder Hochland) mit dem Goethův vrch (deutsch: Goethestein; 670 m). Im südöstlichen Schenkel liegen der Steinwald mit der Platte (946 m), der Reichsforst mit dem Steinberg (705 m) und der Kohlwald mit dem Sieben-Linden-Berg (643 m) auf deutscher und dem Výhledy (deutsch: Oberkunreuthberg; 656 m) auf tschechischer Seite. Im südwestlichen Teil zwischen den beiden Schenkeln befinden sich der Ochsenkopf (1024 m), die Kösseine (939 m), die plateauartige Königsheide mit dem Hohberg (863 m) und die Nasse Heide (Kreuzsteingruppe) mit dem Kreuzstein (838 m) (für weitere Berge siehe Berge im Hohen Fichtelgebirge und Berge auf der Selb-Wunsiedler Hochfläche).

## Naturräumliche Gliederung

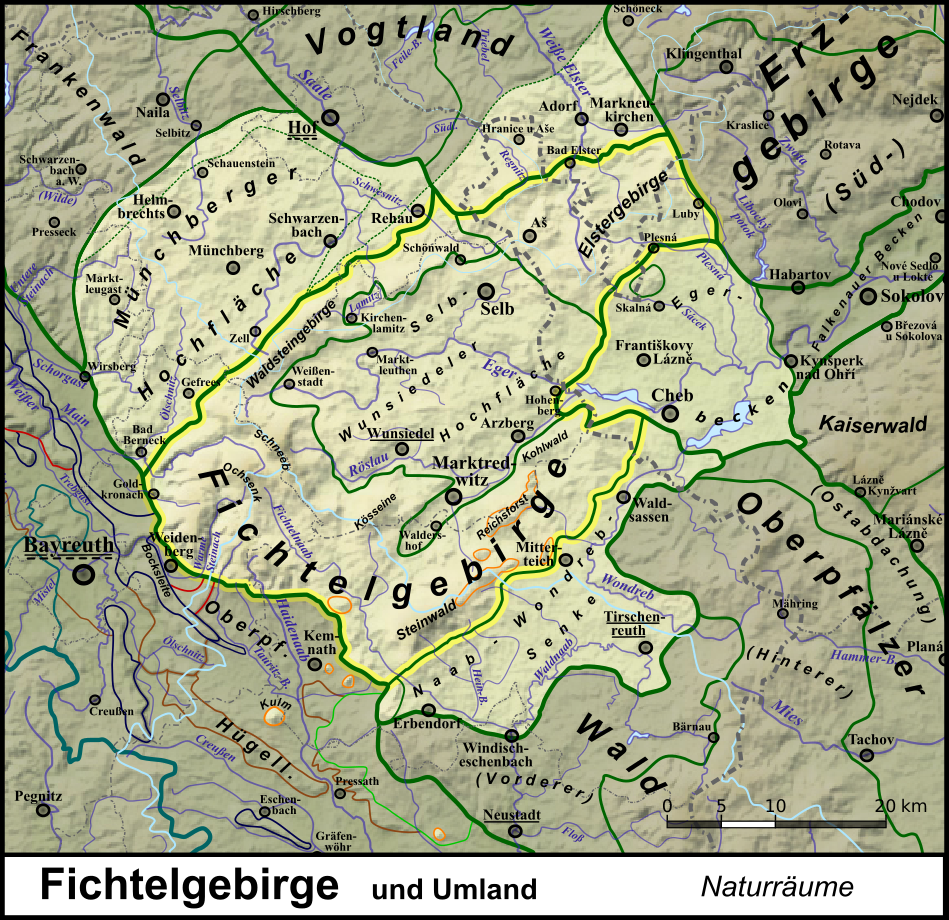
Fichtelgebirge und Umland – Naturräume

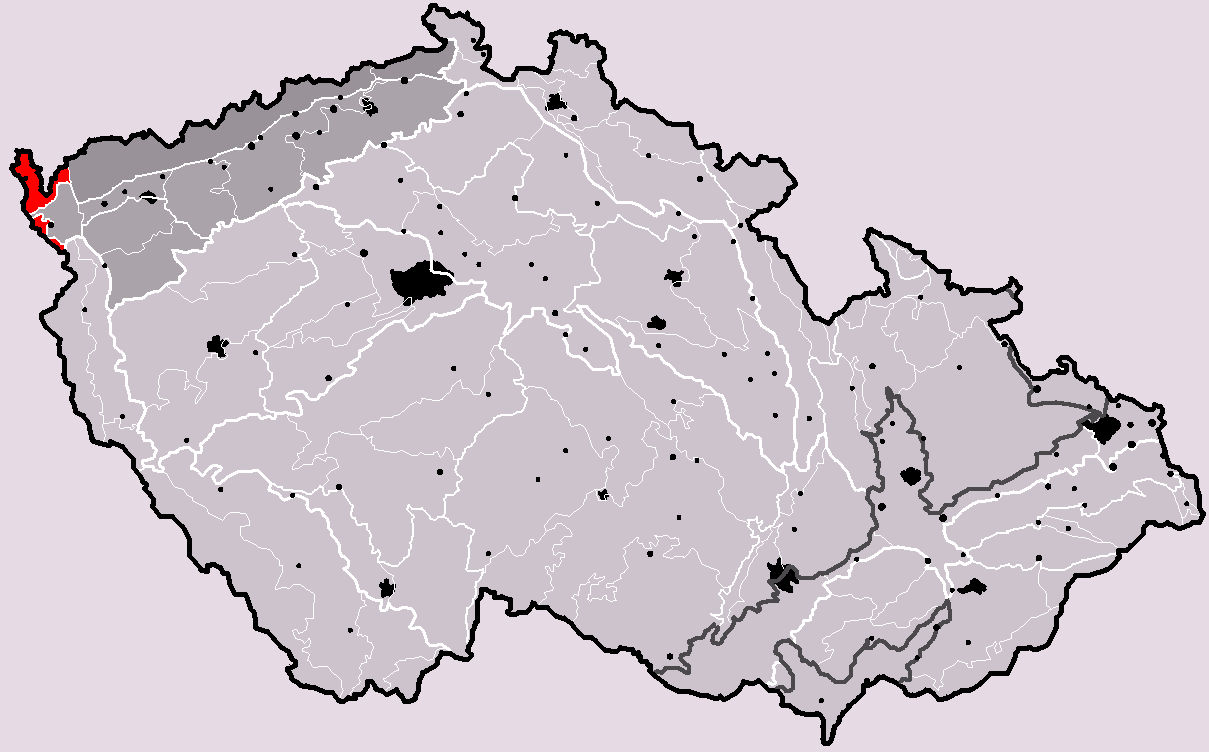
Geomorphologische Einteilung Tschechiens mit Smrčiny (rot markiert)

Zusammen mit Thüringer Wald, Thüringer Schiefergebirge und Frankenwald bildet das Fichtelgebirge die naturräumliche Haupteinheitengruppe Thüringisch-Fränkisches Mittelgebirge (Haupteinheitengruppe Nr. 39). Das im Grundriss hufeisenförmige Fichtelgebirge im engeren Sinne ist die Haupteinheit Hohes Fichtelgebirge (Haupteinheit Nr. 394), das die Selb-Wunsiedler Hochfläche (Haupteinheit Nr. 395) mit dem Selber Forst von Nordwesten, Südwesten und Südosten umgibt.
Als naturräumliche Untereinheiten werden der Abschnitt von Kornberg mit Waldstein als Nordkamm (394-A), der Abschnitt von Schneeberg, Ochsenkopf, Königsheide und Kösseine als Westkamm (394-A), der Abschnitt von der Kösseine zum Steinwald als Pilgramsreuther Sattel (394-B), der Steinwald mit Reichsforst (Nördlicher Steinwald) als Steinwald (394-C), der Kohlwald als Lausnitzer Randberge (394-D) bezeichnet und die Selb-Wunsiedler Hochfläche in das Selb-Wunsiedler Hügelland (395-A) und den Selber Forst (395-B) unterteilt.
Seit September 2010 existiert ein Neuentwurf der Naturräume Nordostbayerns, in dem unter anderem das Hohe Fichtelgebirge in mehrere eigenständige Naturräume aufgeteilt wird.
Am Nordostrand des Fichtelgebirges schließen sich der Rehauer Forst und das Elstergebirge mit Übergang zum Erzgebirge an, am Südostrand folgt der Oberpfälzer Wald. Nach Nordwesten und Norden lassen sich der Frankenwald und das Vogtland geologisch klar abgrenzen. Gleiches gilt für das im Südwesten angrenzende Fränkische Bruchschollenland. Traditionell wird zumindest der südöstliche Teil der Münchberger Hochfläche dem Fichtelgebirge zugeschlagen, jedoch ist diese geologisch anders aufgebaut als das Fichtelgebirge und wird daher als eigenständige naturräumliche Einheit angesehen. Somit grenzt der Frankenwald nicht unmittelbar an das Fichtelgebirge.
In der geomorphologischen Gliederung des Nachbarlandes Tschechien, in der kein Elstergebirge definiert ist, werden stattdessen Ašská vrchovina (deutsch: Ascher Bergland), Hazlovská pahorkatina (deutsch: Haslauer Hügelland) sowie Chebská pahorkatina (deutsch: Egerer Hügelland) dem Fichtelgebirge als Haupteinheit Smrčiny (I3A-1) zugeordnet. Es wird zusammen mit dem Erzgebirge dem Gebiet Krušnohorská hornatina (Erzgebirge im weiteren Sinne) und zusammen mit dem Egergraben der Subprovinz Krušnohorská subprovincie (Erzgebirgs-Subprovinz) zugeordnet. Weitere übergeordnete Einheiten (in aufsteigender Rangfolge) sind die Provinz Böhmische Masse (Česká vysočina), das Untersystem Herzynisches Gebirge (in etwa vergleichbar mit der Mittelgebirgsschwelle zuzüglich der Südwestdeutschen Tafel) und das System Herzynisches System (umfasst zudem Regionen über begrabenem Varistikum nördlich der Mittelgebirgsschwelle).

## Wichtige Orte und Verkehr

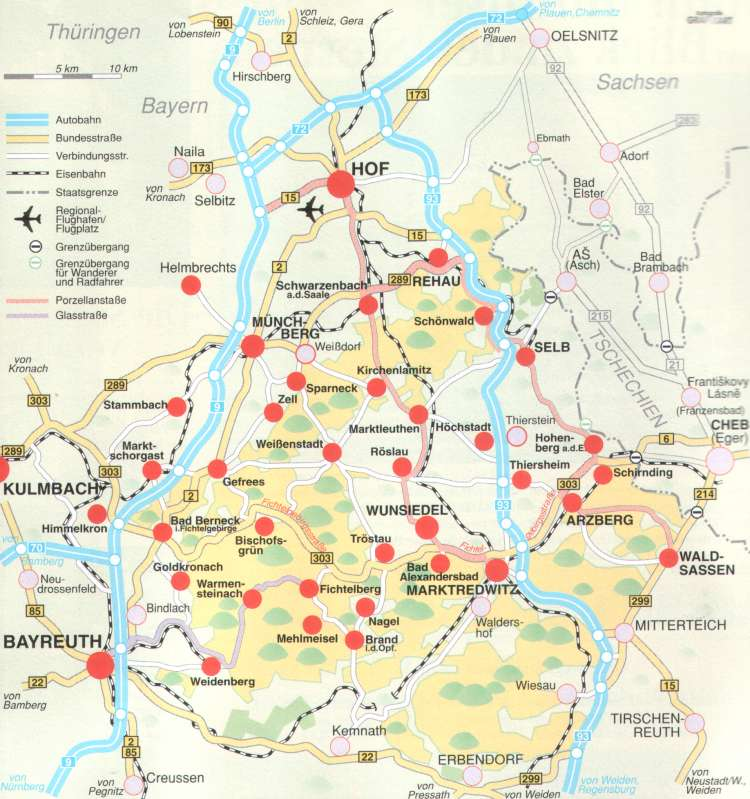
Übersichtskarte mit Bergmassiven, Ortschaften und Verkehrswegen im Fichtelgebirge und im unmittelbaren Umland

Zu den bedeutendsten Orten im Fichtelgebirge gehört Wunsiedel, die Kreisstadt des gleichnamigen Landkreises, der vollständig im Fichtelgebirge liegt und auch den größten Flächenanteil daran hat. Die mit deutlich über 10.000 Einwohnern größten Städte sind Marktredwitz und Selb (für weitere Orte siehe Städte und Gemeinden). Größere Städte in unmittelbarer Umgebung sind Hof im Norden, Bayreuth im Westen, Cheb (dt. Eger) im Osten und Weiden im Süden.
Mit den Autobahnen A 72 im Norden, A 9 (Abschnitt Hof–Bayreuth) im Westen und A 93 (Abschnitt Hof–Weiden) im Osten tangieren bzw. kreuzen drei bedeutende Verkehrsadern das Fichtelgebirge. Die wichtigste Ost-West-Achse ist die B 303 (E 48). Sie führt über Marktredwitz und verbindet die A 9 mit der A 93. Dieser Abschnitt der B 303 wird auch Fichtelgebirgsstraße genannt. Ab Schirnding verläuft sie als Staatsstraße 6 über Cheb weiter nach Nordosten.
Ein wichtiger Eisenbahnknotenpunkt im Fichtelgebirge ist der Bahnhof Marktredwitz mit Anbindung an Hof, Bayreuth und Cheb sowie Direktverbindungen nach Regensburg, Nürnberg und München. Über Selb-Plößberg im Nordosten des Fichtelgebirges führt die Bahnstrecke Cheb–Oberkotzau. Daneben ist mit der Bahnstrecke Bayreuth–Warmensteinach noch eine von ehemals sieben Stichstrecken ins Fichtelgebirge noch bis Weidenberg in Betrieb, ehemals führten auch Bahnstrecken nach Bischofsgrün, Gefrees, Zell, Bad Weißenstadt, Leupoldsdorf und Fichtelberg.
Mit dem Verkehrslandeplatz Hof-Plauen befindet sich nahe dem Fichtelgebirge ein kleiner Regionalflughafen.

## Städte und Gemeinden

### Bayern
Die Stadtgebiete der als Oberzentren eingestuften kreisfreien Städte Hof und Bayreuth liegen einige Kilometer außerhalb des Fichtelgebirges.
Folgende Gemeinden begrenzen das physische Fichtelgebirge von außen im Gegenuhrzeigersinn, beginnend im Norden:
| - Landkreis Hof - Rehau - Schwarzenbach an der Saale - Weißdorf - Sparneck - Zell im Fichtelgebirge | - Landkreis Bayreuth - Gefrees - Bad Berneck - Goldkronach - Weidenberg - Kirchenpingarten | - Landkreis Tirschenreuth - Immenreuth - Kulmain - Kemnath - Erbendorf | - Landkreis Tirschenreuth - Friedenfels - Wiesau - Mitterteich - Waldsassen |

Im Inneren des Fichtelgebirges liegen die folgenden Gemeinden (bzw., bei mit Stern gekennzeichneten Orten nur Teile des Kernortes), darunter der gesamte Landkreis Wunsiedel im Fichtelgebirge:
| - Arzberg, Landkreis Wunsiedel - Bad Alexandersbad, Landkreis Wunsiedel - Bad Weißenstadt, Landkreis Wunsiedel - Bischofsgrün, Landkreis Bayreuth - Brand (Oberpfalz), Landkreis Tirschenreuth - Ebnath, Landkreis Tirschenreuth - Fichtelberg, Landkreis Bayreuth - Friedenfels, Landkreis Tirschenreuth - Fuchsmühl, Landkreis Tirschenreuth | - Höchstädt, Landkreis Wunsiedel - Hohenberg a.d.Eger, Landkreis Wunsiedel - Kirchenlamitz, Landkreis Wunsiedel - Konnersreuth, Landkreis Tirschenreuth - Marktleuthen, Landkreis Wunsiedel - Marktredwitz, Landkreis Wunsiedel - Mehlmeisel, Landkreis Bayreuth - Nagel, Landkreis Wunsiedel | - Neusorg, Landkreis Tirschenreuth - Pechbrunn, Landkreis Tirschenreuth - Pullenreuth, Landkreis Tirschenreuth - Röslau, Landkreis Wunsiedel - Schirnding, Landkreis Wunsiedel - Schönwald, Landkreis Wunsiedel - Selb, Landkreis Wunsiedel - Sparneck, Landkreis Hof | - Thiersheim, Landkreis Wunsiedel - Thierstein, Landkreis Wunsiedel - Tröstau, Landkreis Wunsiedel - Waldershof, Landkreis Tirschenreuth - Warmensteinach, Landkreis Bayreuth - Wunsiedel, Landkreis Wunsiedel - Zell im Fichtelgebirge, Landkreis Hof |

### Tschechien
Ortschaften in Tschechien im und am Fichtelgebirge (alle im Okres Cheb):
| - Cheb (Eger) - Hazlov (Haslau) | - Horní Hraničná (Oberkunreuth) - Libá (Liebenstein) | - Lipná (Lindau) - Polná (Hirschfeld) | - Pomezí nad Ohří (Mühlbach) - Svatý Kříž (Heiligenkreuz) |

## Hydrographie
„Nabel Deutschlands“ oder „Herzbrunnen Europas“ nannte man in früherer Zeit das Fichtelgebirge, denn dort entspringen vier bedeutende Flüsse, die in vier Himmelsrichtungen abfließen:

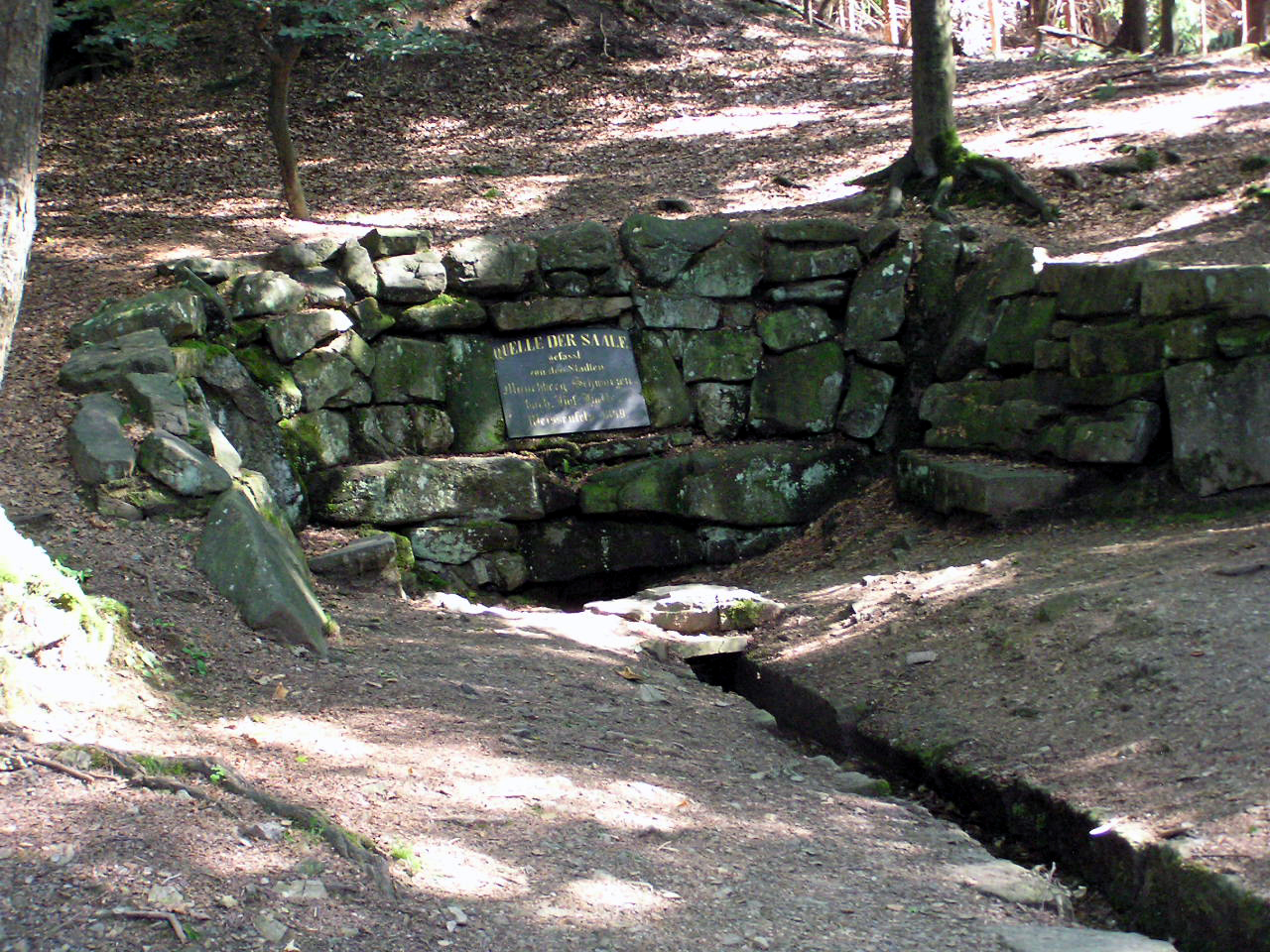
Saalequelle

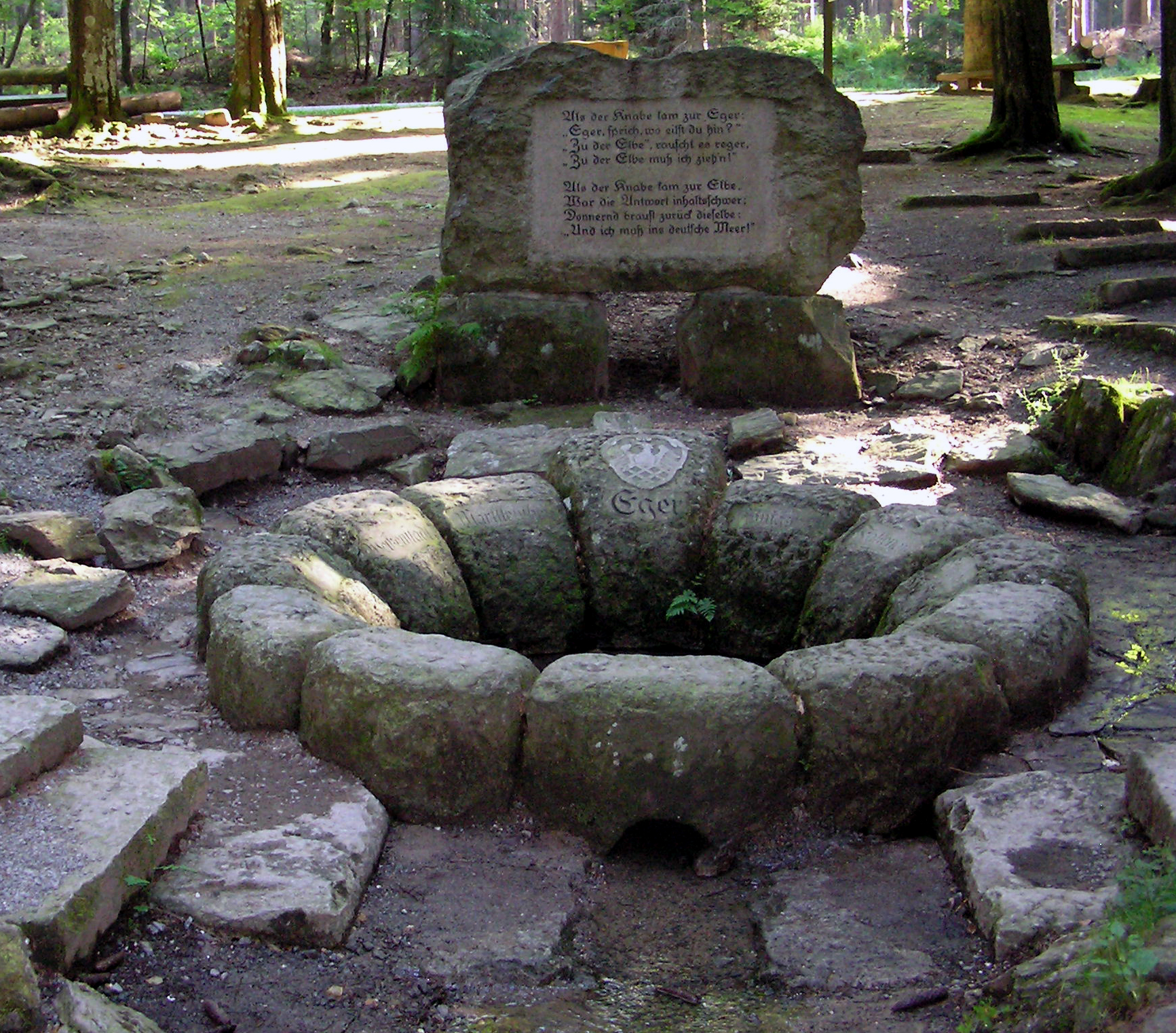
Egerquelle

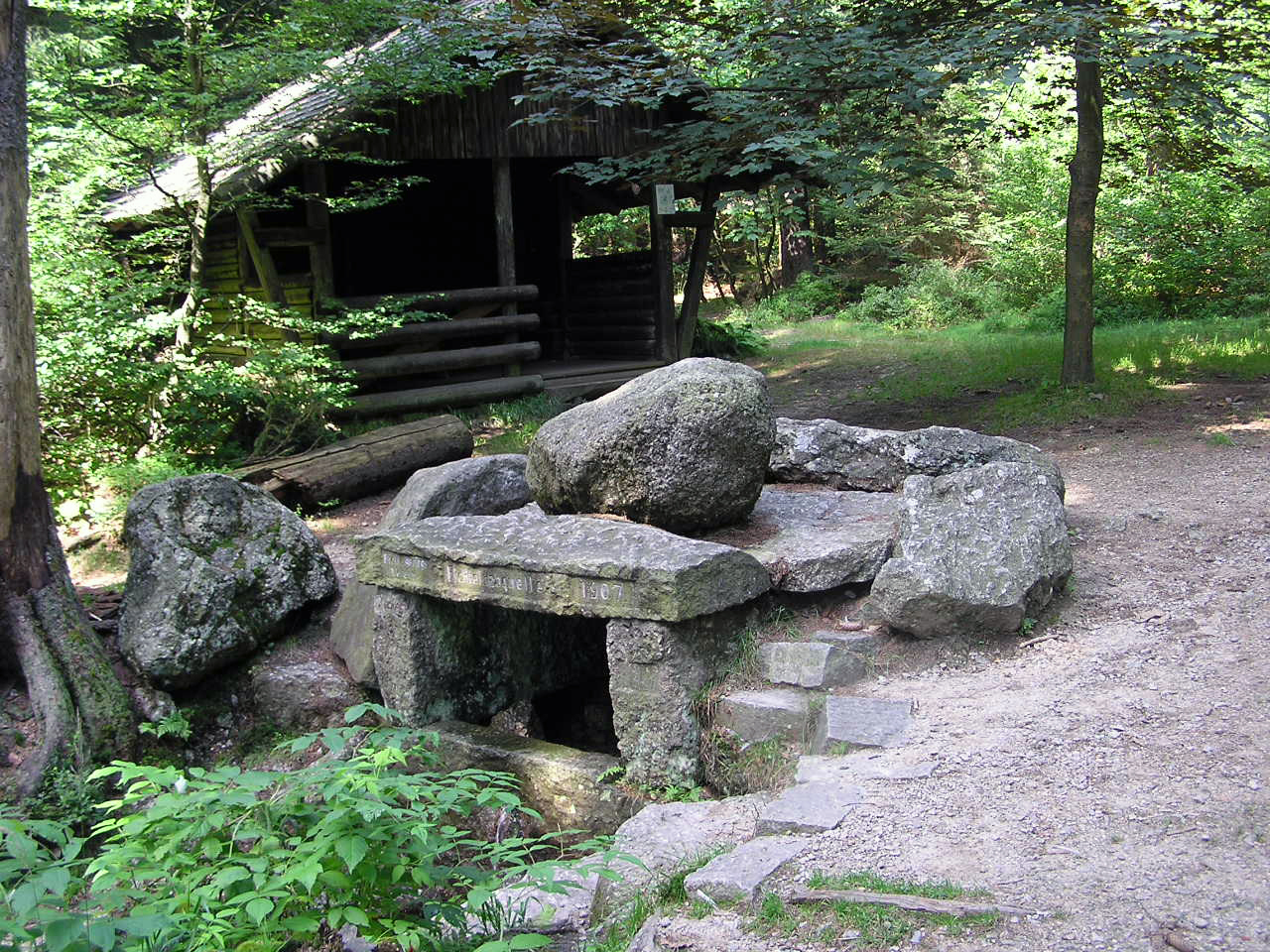
Quelle der Fichtelnaab

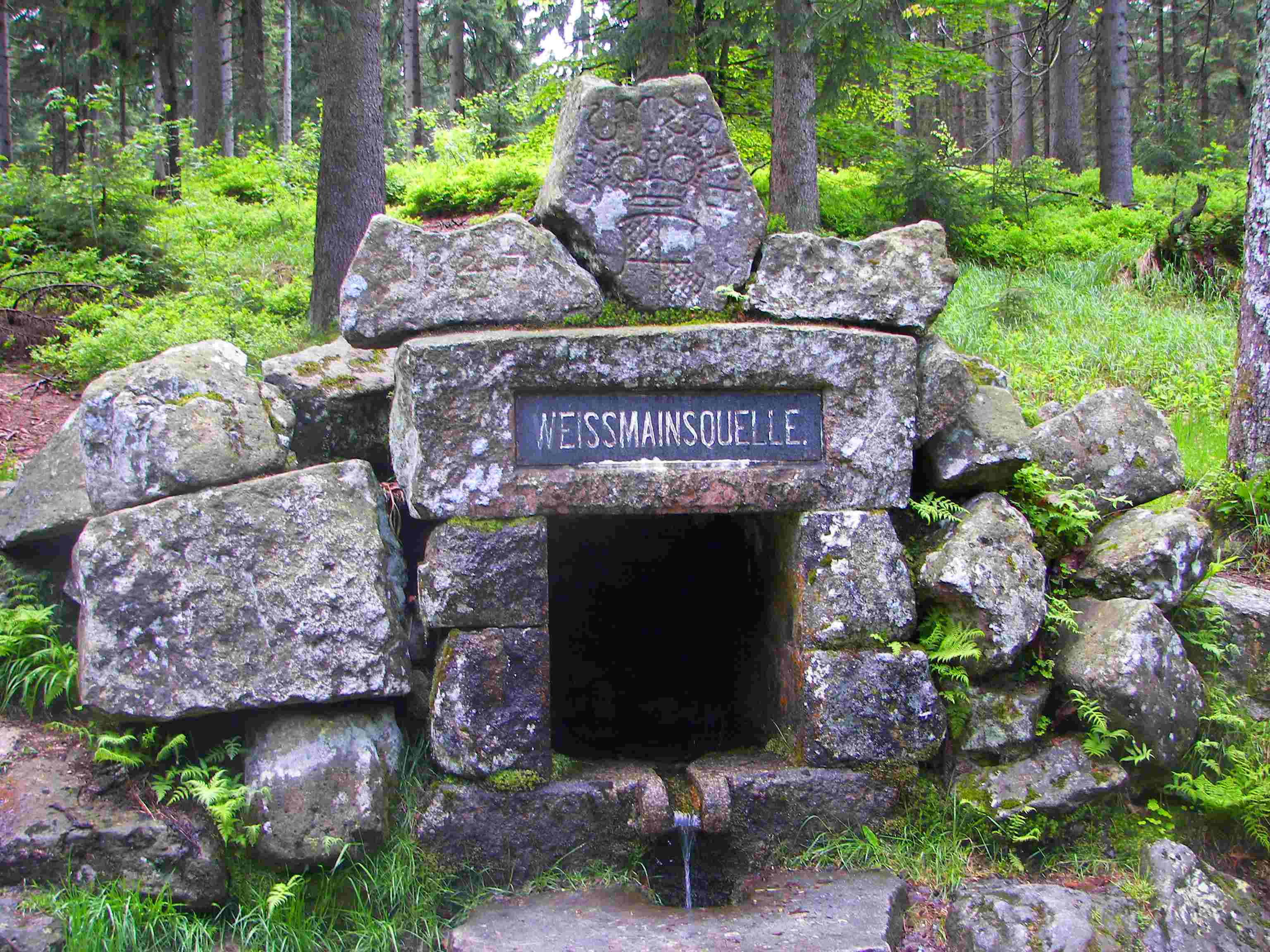
Weißmainquelle

- Weißmainquellenach Norden die „Sächsische“ Saale mit Nebenfluss Lamitz
- nach Osten die Eger und ihr Nebenfluss Röslau
- nach Süden zwei Quellflüsse der Naab: zentral die Fichtelnaab, südlich die Haidenaab
- nach Westen der Weiße Main und sein Nebenfluss Ölschnitz

Über das Mittelgebirge verläuft die Europäische Hauptwasserscheide zwischen Nordsee (Saale, Eger und Main) und Schwarzem Meer (Naab).
Viele Teiche und Weiher, die für die Fischzucht oder für die Wasserversorgung der ehemaligen Hammerwerke und Mühlen angelegt wurden, sind noch vorhanden. Künstliche Stauseen, teilweise für Erholungszwecke geschaffen, sind
- Weißenstädter See bei der Stadt Bad Weißenstadt
- Fichtelsee bei Fichtelberg (Oberfranken) – Neubau
- Förmitzspeicher bei Schwarzenbach an der Saale
- Feisnitzspeicher bei Arzberg (Oberfranken)

Größere Teich- bzw. Weiheranlagen sind der
- Wunsiedler Weiher bei Selb
- Grafenmühlweiher in Selb
- Markgrafenteich bei Selb
- Braunersgrüner Weiher bei Höchstädt
- Stadtteich Kirchenlamitz in Kirchenlamitz
- Nagler See beim Ort Nagel
- Scheitelteich auf der Landesgrenze bei Schirnding
- Brutteich bei Thiersheim
- Auensee in Marktredwitz
- Schwarze Weiher bei Bad Weißenstadt
- Petersweiher im Viltz bei Tröstau-Leupoldsdorf
- Zinnschützweiher westlich von Leupoldsdorf
- Sportteich in Wunsiedel
- Zeitelmoosweiher bei Wunsiedel
- Neuweiher im Ortsteil Hintergeiersberg von Warmensteinach
- Salzweiher im Ortsteil Fleckl von Warmensteinach
- Karchesweiher bei Bischofsgrün
- Paschenweiher westlich des Seehaus-Parkplatzes an der B 303

Zahlreiche Moore und Sümpfe, die unter Naturschutz stehen, sind wertvolle Wassersammler.
Ausreichende Quellen versorgen die Einwohner mit gutem Trinkwasser. Weiter entfernte Städte wie Hof/Saale, Bayreuth oder Eger (Cheb) beziehen Trinkwasser aus dem Fichtelgebirge.
An größeren Hochmooren sind noch vorhanden:
- Zeitelmoos nördlich von Wunsiedel
- Torfmoorhölle westlich von Bad Weißenstadt
- Häuselloh östlich von Selb
- Torf-, See- und Hüttenlohe nördlich von Fichtelberg
- Hahnenfilz östlich von Mehlmeisel

Die Moorgebiete wurden früher wirtschaftlich für die Gewinnung von Torf für Brennzwecke genutzt, sie sind heute Naturschutzgebiete.

## Geologie

### Granit

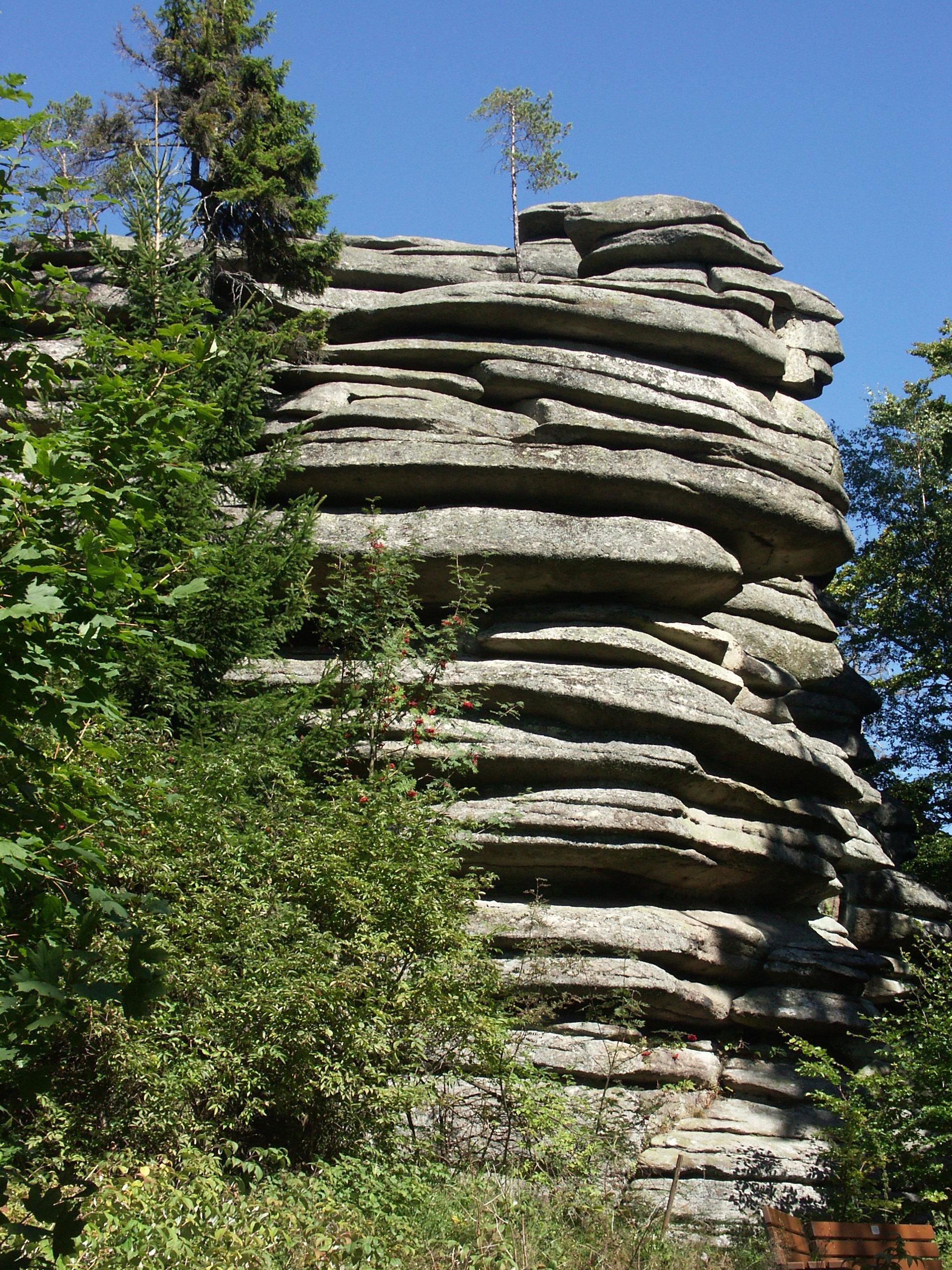
Durch Wollsackverwitterung typisch geformte Granitfelsen (Rudolfstein bei Bad Weißenstadt)

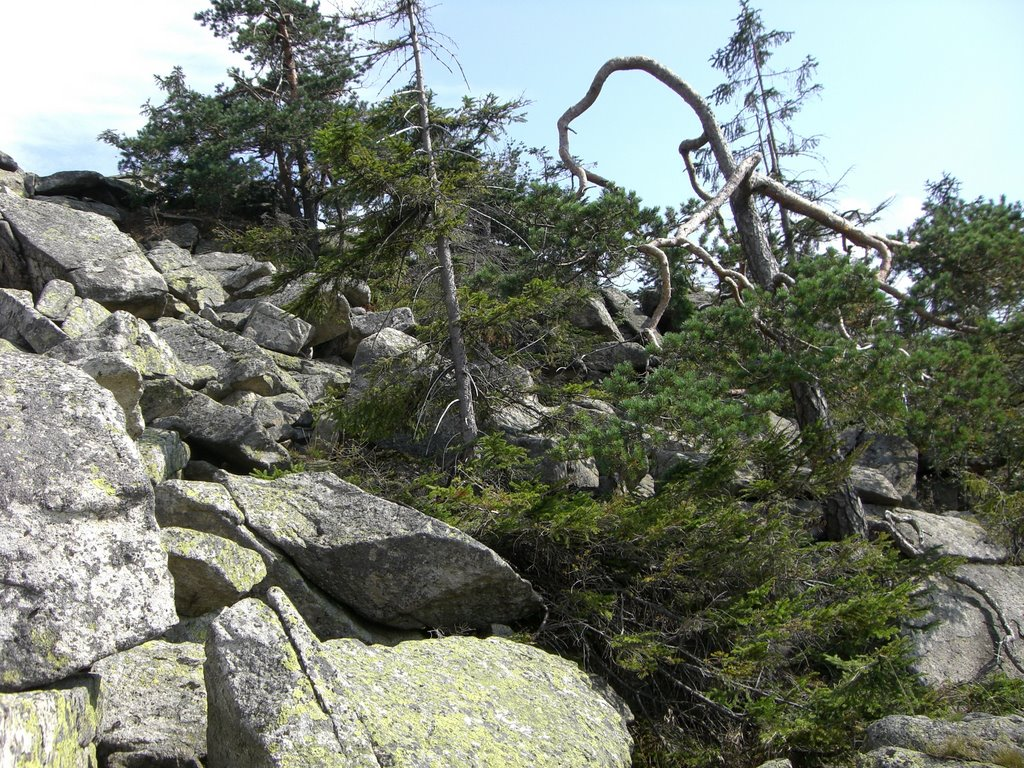
Kantige Granitblöcke im Felsenmeer am Haberstein, einem Nebengipfel des Schneebergs

Geologisches Profil Bamberg – Bayreuth – Fichtelgebirge (Ochsenkopf und Schneeberg)

Geologisch besteht der Gebirgsstock im Wesentlichen aus Granit. Diese Granite sind entstanden bei der variszischen Gebirgsbildung, als magmatische Gesteine als Intrusivkörper (Batholithe) in die aufgefalteten Sedimente des Saxothuringikums eingedrungen sind und in der Tiefe als Granit-Pluton erstarrten (vgl. im Abschnitt Variszikum). Es gibt zwei Gruppen von Graniten unterschiedlichen Alters, der ältere etwa 324 bis 321 Millionen Jahre, der jüngere etwa 312 Millionen Jahre alt. Die umgebenden Gesteine sind viel älter, es sind metamorph überprägte Sedimente eines paläozoischen Sedimenttrogs, aus dem Ordovizium, wohl bis ins Kambrium. Die ältesten Strukturen, stark metamorph überprägte Gesteine, reichen eventuell bis in die vorangehende cadomischen Orogenese zurück, was aber umstritten ist. Vermutlich sind aber die Gesteine des Fichtelgebirges eine allochthone Deckenbildung, das heißt, sie wurden weiter südlich gebildet und bei der variszischen Orogenese als tektonische Decke aufgeschoben. Die geologischen Einheiten setzen sich in entsprechender Form ins östlich gelegene Erzgebirge fort.

### Variszikum
Im Silur, Devon und Unterkarbon lagerten sich in jenen Bereichen der Erdkruste, zu denen unter anderem das heutige Fichtelgebirge und der Frankenwald gehören, mächtige Tiefsee-Sedimente sowie Tiefseevulkanismus (mit Erzbildung) ab. Diese Ablagerungen und Vulkanite sind in ihrer annähernd ursprünglichen Ausprägung, einschließlich gut zur Datierung heranziehbarer Fossilien, besonders gut im Frankenwald erhalten, da sie dort keiner oder einer nur sehr niedriggradigen Metamorphose (Anchimetamorphose) unterlagen. Im Oberkarbon vor 285 Millionen Jahren setzte die Endphase der Variszischen Gebirgsbildung ein und die Sedimente und Vulkanite wurden gefaltet. Diese Orogenese ist nach Hofs lateinischem Namen (und dem Volk der Varisker?) Curia variscorum benannt. Nachfolgend drangen in mehreren Schüben glutflüssige Schmelzen in die gefalteten Gesteine ein, wo sie tief unter der damaligen Erdoberfläche zu den heutigen Graniten erstarrten. Durch die Platznahme der Granite wurde das Nebengestein meist nur gering kontaktmetamorph überprägt. Aus den Restschmelzen mit deren erzhaltigen Fluiden entstanden die Pegmatite, die Sammlern und Wissenschaftlern reiche Mineralvorkommen bescherten, sowie Erz- und Mineralgänge, die Basis für den Bergbau im Mittelalter und in der Frühphase der Industrialisierung.
Nach Ende der Orogenese, noch während des Oberkarbons sowie im Unteren Perm (Rotliegend) lagerten sich große Mengen Gesteinsschutt in intramontanen Becken und im Vorland des Gebirges ab. Die Becken waren durch eine Dehnungstektonik entstanden, die von einem intermediären bis sauren Vulkanismus begleitet wurde. Die Sedimente des Rotliegenden sind nur an wenigen Stellen aufgeschlossen, können jedoch durch Bohrungen unter dem mesozoischen Deckgebirge südwestlich der Fränkischen Linie weiträumig nachgewiesen werden. Die postvariszischen Vulkanite bilden im Fichtelgebirge Quarzporphyrgänge.

### Zusammenhänge zur Alpenbildung
Im Neogen (Jungtertiär, Beginn vor 26 Millionen Jahren) nahm die Tektonik wieder zu, gerade als die alpidische Gebirgsbildung (Alpen, Karpaten usw.) langsam zu Ende ging. In dieser Zeit gerieten Teile dieses und anderer alter Gebirge (siehe Böhmisch-Mährische Höhe oder die Böhmische Masse im Alpenvorland) teilweise unter jüngere Gesteine. Im oberen Miozän, vor zehn Millionen Jahren, brachen im Zuge der Bildung des Egergrabens Basaltschmelzen in der nördlichen Oberpfalz durch. Durch Erosion freipräparierte Überreste ehemaliger Förderschlote sind z. B. am Rauhen Kulm oder am Parkstein bei Weiden vorhanden. Basaltische Decken, also flächenhafte Lavaergüsse dünnflüssiger Lava, sind beispielsweise am Teichelberg bei Pechbrunn zu beobachten. Diese basaltischen Decken sind jedoch nicht mit tektonischen Deckenbildungen zu verwechseln.
Das Bild der heutigen Landschaft entstand im jüngeren Pliozän vor etwa 5 Millionen Jahren: Eine schon früh entstandene fränkische Verwerfungslinie kam wieder unter Druck und an ihr entlang hoben sich Fichtelgebirge, Frankenwald, die Münchberger Gneismasse und der nördliche Oberpfälzer Wald. Diese letzte Hebung unterlag erneut der Erosion und die Flüsse schnitten sich tief in das schon früher fast eingeebnete Gebirge ein. So wurde aus einer Hochfläche die heutige Struktur: ein von allen Seiten angenagtes Mittelgebirge mit langer, wechselhafter Geschichte. Es stellt ein, allerdings oft schwierig deutbares, Eldorado für Geowissenschaftler der verschiedenen Disziplinen dar.

## Wichtigste Gesteine im Fichtelgebirge
Der Granit (lat. granum „Korn“ für Körnung) und seine Abkömmlinge
machen etwa 40 % der Gebirgsfläche aus. Dieses so feste, aber dennoch wasserhaltige Gestein baute die höchsten Erhebungen auf. Sein ernster Charakter und die früh entwickelte Industrie prägen Landschaft und Leute.
Es gibt nachstehende Granitarten:
- Porphyrgranit des Massivs Bad Weißenstadt/Liebenstein mit Marktleuthen/Röslau und in Tschechien bis Haslau. Der Porphyr enthält Biotit (dunklen Glimmer) und bis acht Zentimeter große Einsprenglinge von Kalifeldspat.
- Der Reutgranit bei Gefrees ist hingegen feiner, mit bläulich-grauer Färbung. Auch der Selber Granit (nordöstlich des obigen Massivs bei Schwarzenhammer über den Selber Forst und Tschechien nach Sachsen/Elstergebirge) ist feinkörnig, aber grau.
- Holzmühlgranit: Von ihm gibt es nur zwei kleine Vorkommen bei Holzmühl, drei Kilometer südöstlich von Marktleuthen und bei Längenau am Wartberg ostnordöstlich von Selb; er hat mittleres Korn, höhere Biotitgehalte und ungleichkörniges Gefüge.
- Redwitzit, auch Syenitgranit genannt, im Dreieck Marktredwitz/Arzberg/Thiersheim; mittel-, auch feinkörnig, wegen wechselnder Mineralzusammensetzung ist die Farbe hellgrau, dunkelgrau, dunkelgrüngrau bis fast schwarz.
- Randgranit (Dachgranit): Vorkommen in allen herausragenden Massiven des Fichtelgebirges (Ochsenkopf, Südteil des Schneebergs mit Haberstein (Schneeberg), Platte bis Hohe Matze, Kösseine, Großer Kornberg); die Grundmasse ist kleinkörnig mit Feldspat, Quarz und Biotit, zum Teil ist auch Muskovit eingestreut
- Kösseine-Randgranit: Kösseine mit Burgstein, Haberstein, Schauerberg; Südteil des Großen Kornberg-Massivs; klein- bis mittelkörnig, der porphyrische Habitus ist schwächer bis fehlend; einsprenglingsarm
- Kerngranit im Zentralstock Fichtelberg/Ochsenkopf/Nußhardt und am Schneeberg-Ostrand; Aufschlusslage durch viele Felsbildungen; mittel- bis grobkörnig
- Kösseine- und Wolfsgarten-Kerngranit. Der Kösseinegranit hat zahlreiche Einschlüsse: Hornfelse, zentimetergroße biotitreiche Nebengesteinsfetzen und -knollen, abgerundete bis rundliche quarz- und feldspatreiche Einschlüsse; Vorkommen im Kösseinestock: schmales Band am Nord-, Ost- und Südrand, kleines Labyrinth, Steinbruch Kleinwendern, Felsengruppen Hirschensprung, Wolfstein, Hohenstein, Ochsenkopf, Hundslohe, Gregnitztal; Vorkommen am Kornberg: Waldabteilung Wolfsgarten Südsüdwestrand des Großen Kornbergs; relativ grob, durch die blauen Kalifeldspate, schwarzes Biotit und die reichlich eingestreuten dunklen Fremdeinschlüsse von besonderem Charakter; der Wolfsgartengranit ist etwas lichter blau.
- Zinngranit ist auf den Zentralstock beschränkt und kommt vor am Rudolfstein, an den Drei Brüdern bis fast zum Gipfel des Schneebergs, am Westhang des Seehügels, zwischen Seehügel und Platte, Fuchsbau, Zufurt westlich von Leupoldsdorf; sehr gleichmäßiges, mittleres Korn; wenig Biotit, viel Muskovit; lichter, heller Ton
- Randgranit des Steinwald-Massivs im Westteil des Steinwaldes, z. B. Dachsfelsen, Nordwestteil der Grandfelsen; kleinkörnig
- Steinwaldgranit nimmt den Zentralteil ein mit Weißenstein, Platte, Katzentrögel, Reiseneggerfelsen, Hackelstein; grobkörnig
- Friedenfelser Granit ist die Übergangsfazies zwischen dem Steinwaldgranit und dem Falkenberger Porphyrgranit; er bildet den Sockel des Pechbrunner Basaltgebietes und taucht dort an verschiedenen Stellen zwischen den Basaltdecken auf; porphyrische Struktur, besonders reich an Feldspateinsprenglingen

## Bergbau
Bereits seit dem frühen Mittelalter betrieb man im Fichtelgebirge Erzbergbau. Abgebaut wurden vor allem Gold, Zinn, Eisen, Minerale, Erden und Steine (Basalt, Braunkohle, Diabas, Granit, Lehm, Marmor, Speckstein, Ton, Torf). In jüngerer Zeit entdeckte man Uranerzlagerstätten. In Hammerwerken (siehe Ortsnamensendungen mit -hammer) an den Fichtelgebirgsflüssen, in Schmelzöfen und Schmiedebetrieben erfolgte die Weiterverarbeitung der Metalle. Die Wälder des Fichtelgebirges lieferten das erforderliche Holz für die Herstellung von Holzkohle. Im Dreißigjährigen Krieg lag der Bergbau darnieder, die Erzlagerstätten waren weitgehend ausgebeutet. Alexander von Humboldt versuchte im 18. Jahrhundert, den Bergbau nochmals zu beleben. Viele Städte und Orte (z. B. Wunsiedel, Bad Weißenstadt, Arzberg, Fichtelberg-Neubau, Goldkronach) verdanken ihre Entstehung dem Bergbau.
Einen Einblick in die Bergbaugeschichte des Fichtelgebirges vermitteln
- das Besucherbergwerk Gleißinger Fels bei Fichtelberg-Neubau
- der Besucherstollen Schmutzler bei Goldkronach
- das Goldbergbaumuseum Goldkronach
- die Zinnerzgrube Werra in Weißenstadt-Rudolfstein
- die Bergbauausstellung im Fichtelgebirgsmuseum in Wunsiedel
- die Bergbau-Infostelle in Arzberg
- das Hammerschloss in Tröstau-Leupoldsdorf
- das Heimat- und Bergbaumuseum in Erbendorf
- weitere Museen und Wanderwege als Teil des Geoparks Bayern-Böhmen

In Großschloppen im Landkreis Wunsiedel wurde von 1978 bis 1989 – zunächst von der Esso Erz GmbH und später von der Saarberg-Interplan Uran GmbH – nach Uranerz gesucht. 1987 wurden Pläne bekannt, dort ab Ende 1990 Uranerz abzubauen und eine Uran-Anreicherungsanlage mit 500 Tonnen Jahreskapazität zu errichten. Zwischen 1984 und 1987 waren bereits 18.000 Tonnen uranhaltiges Erz abgebaut worden.

## Traditionen

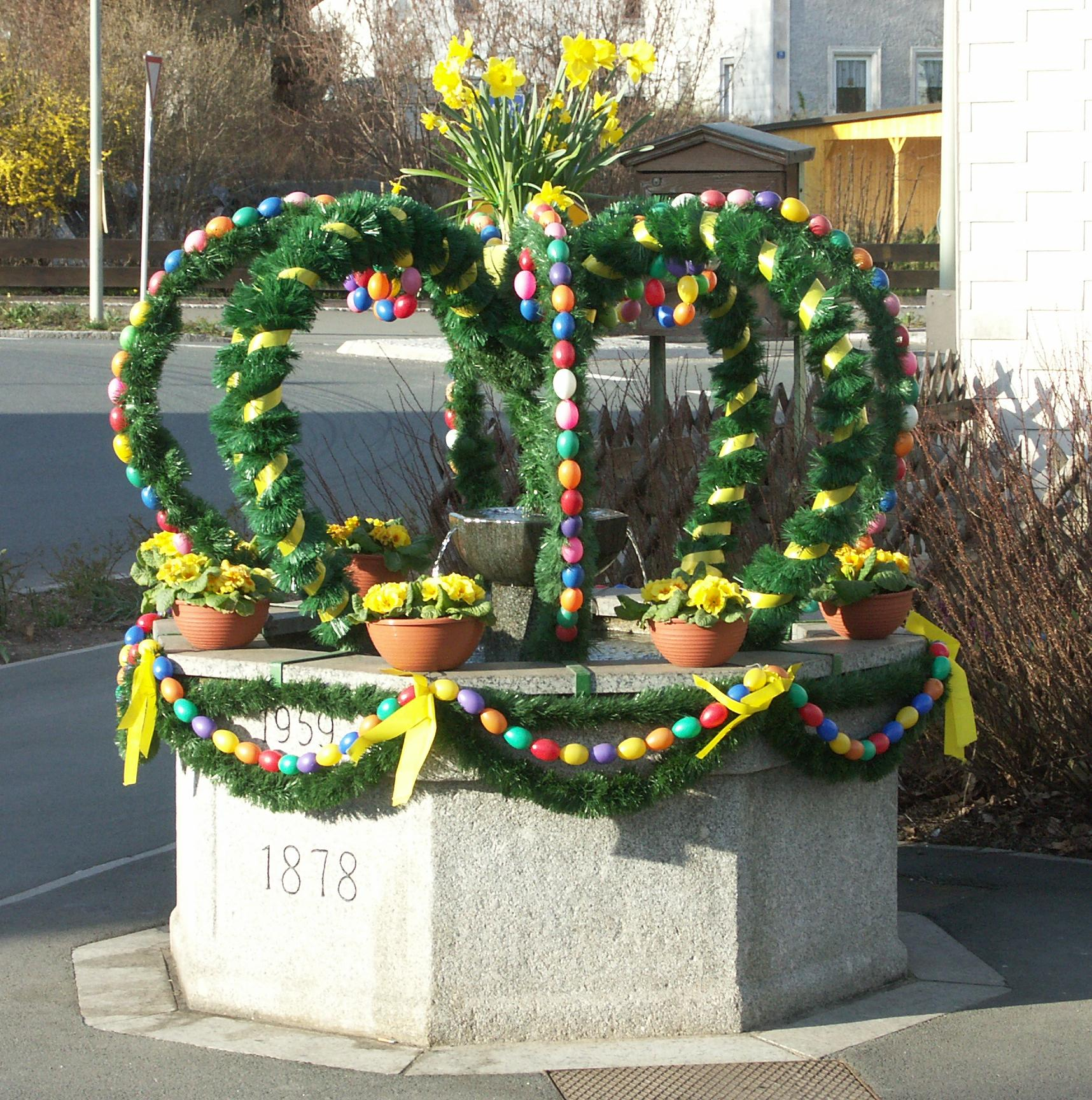
Osterbrunnen in Marktleuthen

Von den Hugenotten wurde die Osterdekoration der Brunnen (Osterbrunnen) in Form einer Lilie (Emblem der Bourbonen-Könige) eingeführt (so ein Artikel im April 2007 in der Fränkischen Post). Das Wunsiedler Brunnenfest, das größte Heimatfest in der Kreisstadt, hat mit den Osterbrunnen nichts gemeinsam, es hat eine andere Entstehungsgeschichte. Die traditionell auf der Freilichtbühne der Luisenburg bei Wunsiedel stattfindenden Luisenburg-Festspiele gehen bis in das 17. Jahrhundert zurück. In vielen Städten des Fichtelgebirges finden jährlich so genannte Wiesenfeste statt, die von den Schulen durchgeführt werden mit themenorientierten Umzügen, Volkstänzen und Spielen.

## Mundarten
Quer durch das Fichtelgebirge verläuft von Nordosten nach Südwesten die Dialektgrenze zwischen dem (Ost-)Fränkischen Dialekt im Norden und Westen sowie dem (nord-)bairischen beziehungsweise Oberpfälzer Dialekt im Osten und Süden. Die Dialektgrenze stimmt nicht mit der Grenze der Regierungsbezirke Oberfranken und Oberpfalz überein, sondern es wird auch z. B. im oberfränkischen Kreis Wunsiedel zum Teil bairisch gesprochen.
Nachkommen Vertriebener, die nach dem Zweiten Weltkrieg aus Böhmen, Mähren, Schlesien und Ostpreußen ins Fichtelgebirge kamen, haben einen bedeutenden Anteil an der Bevölkerung.

## Wirtschaft, Tourismus und Gesundheit

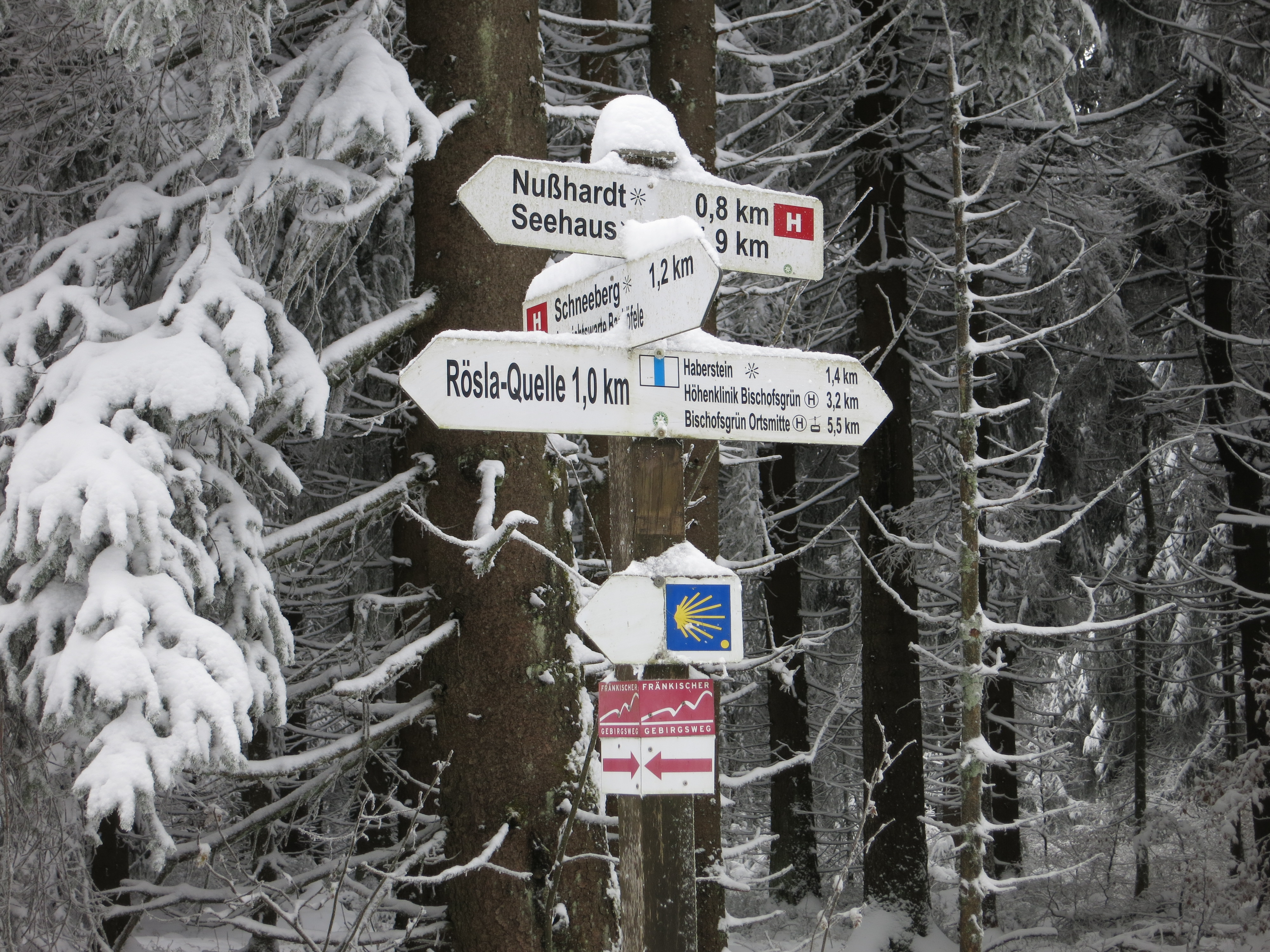
Wanderwegweiser im Fichtelgebirge

Während der Bergbau nur noch von historischem Interesse ist, werden an zahlreichen Orten im Fichtelgebirge noch Glaswaren erzeugt, die man dort auch günstig kaufen kann. International bekannt und deutschlandweit führend ist die Porzellanindustrie, deren Zentrum die Stadt Selb ist. Firmen wie Rosenthal oder Hutschenreuther genießen Weltgeltung. Weitere Unternehmen widmen sich der Kunststoffherstellung, dem Maschinenbau und der Metallerzeugung, der Textilverarbeitung und gehören zum Ernährungsgewerbe. Steinbearbeitungsbetriebe verarbeiten einheimischen und ausländischen Granit. Hochinnovative Unternehmen sind in den Bereichen Green-Tech und Neue Materialien vorhanden.
Der Tourismus stellt heute für viele Gemeinden im Fichtelgebirge die Haupteinnahmequelle dar. In einigen Orten wie beispielsweise Bischofsgrün hat der Tourismus eine lange Tradition seit den 1920er-Jahren; nach dem Zweiten Weltkrieg nahm der Zustrom der Urlaubsreisenden sowohl im Sommer zum Wandern als auch im Winter für den Wintersport stark zu. Das Fichtelgebirge entwickelte sich zu einem der „Hausgebirge“ der West-Berliner, die über die seinerzeit als Transitstrecke fungierende A 9 anreisen konnten. Dies hat sich mit der Wiedervereinigung und einem veränderten Angebot an Mittelgebirgs-Ferienlandschaften verändert.

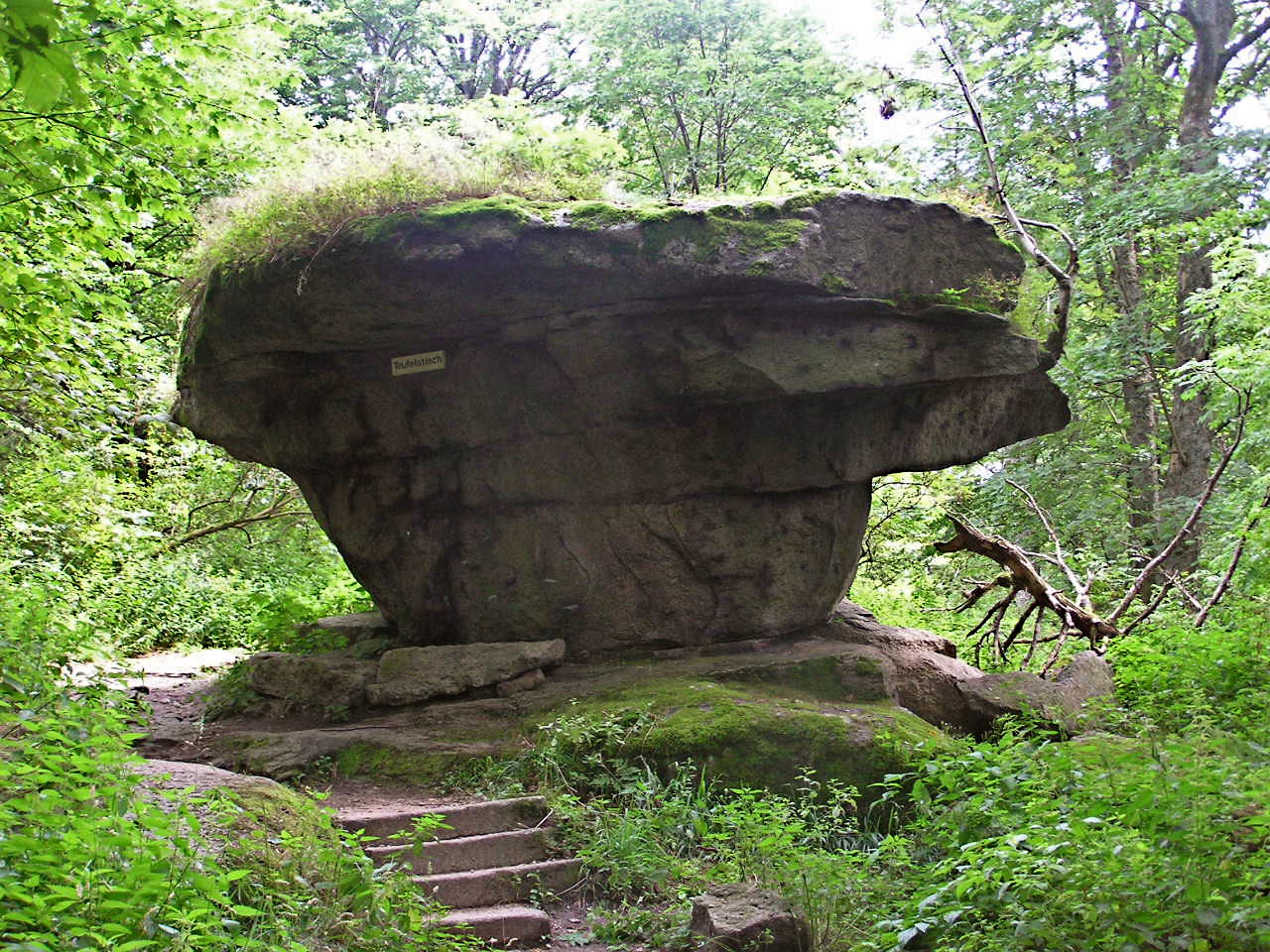
Teufelstisch am Großen Waldstein

Im Winter hat das Fichtelgebirge eine auch überregionale Bedeutung als Wintersportgebiet. Mehrere Lifte, zwei Sessellifte am Ochsenkopf und gespurte Loipen bilden die Grundlage hierfür.
Kur- und Rehabilitationseinrichtungen befinden sich in Bad Berneck (Kneippheilbad), Bischofsgrün (Heilklimatischer Kurort), Bad Alexandersbad (Mineral- und Moorbad) und Bad Weißenstadt (Kurhotel mit Radonbad). Mineralquellen gibt es in Bad Alexandersbad, Kothigenbibersbach (Gemeinde Thiersheim), Blumenthal bei Selb, Hohenberg an der Eger, König-Otto-Bad (Markt Wiesau) und Kondrau (Stadt Waldsassen).
Objekte von geotouristischem Interesse und Wanderziele sind unter anderem das Luisenburg-Felsenlabyrinth oder der Teufelstisch am Roten Schloss auf dem Großen Waldstein.

## Flora und Fauna

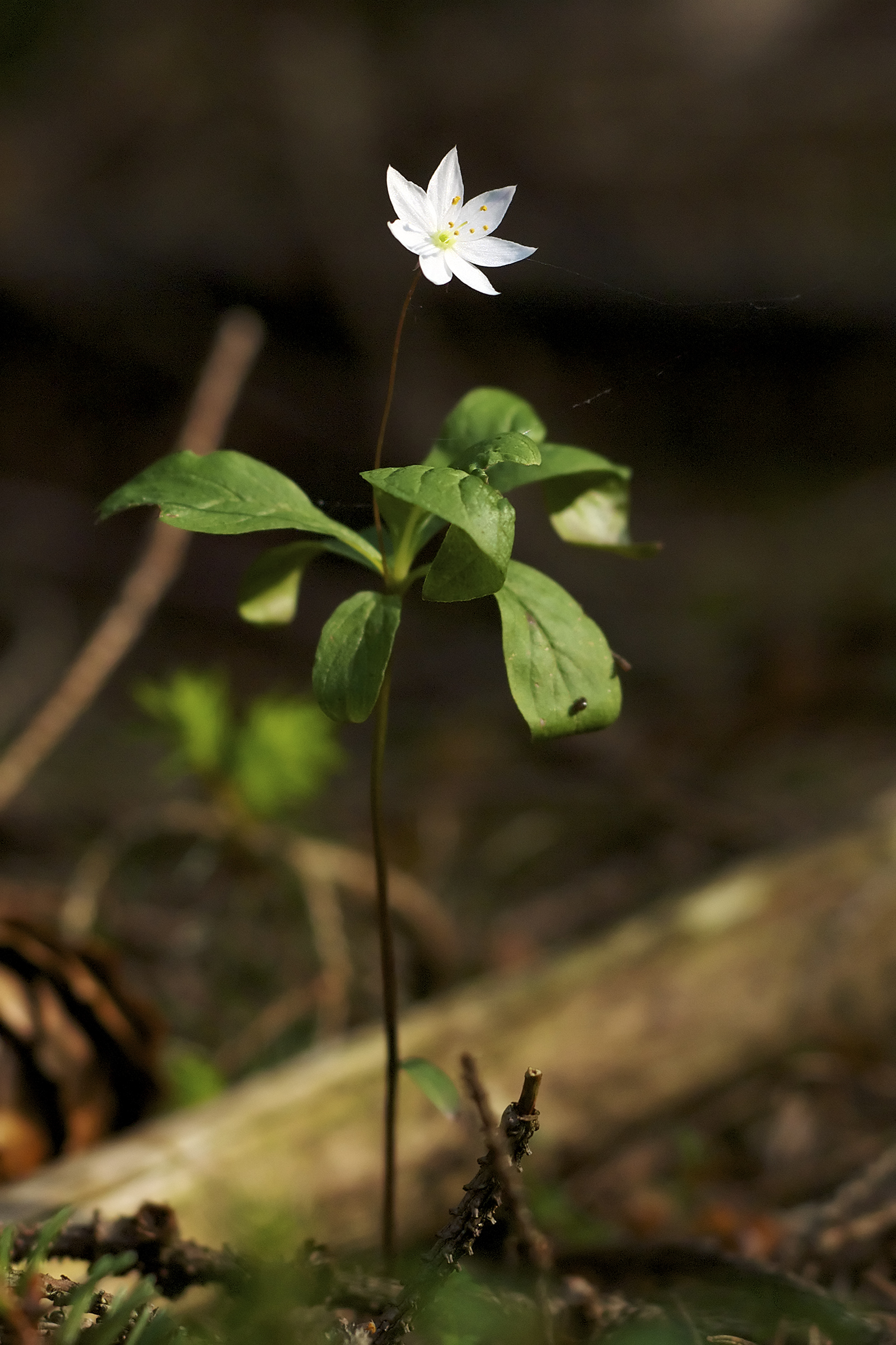
Siebenstern

Der Siebenstern ist die Symbolpflanze des Fichtelgebirges.
Am 30. Dezember 2011 erbrachte eine Kamerafalle am Schneeberg den Beweis für die Anwesenheit eines Wolfs im Fichtelgebirge. 1882 war im Fichtelgebirge letztmals in Bayern ein Wolf getötet worden.

## Geschichte
Bis in das 19. Jahrhundert wurden Schneeberg, Ochsenkopf mit Königsheide und Kösseine als „Centralgruppe“ bezeichnet, während die Nordwest- und Nordostflanke aus Waldstein, Kornberg, Selber Forst und Liebensteiner Forst als „Waldsteiner Kette“ und die Südostflanke aus Steinwald, Reichsforst und Kohlwald als „Weißensteiner Kette“ bezeichnet wurden.

## Besucher

### Johann Wolfgang von Goethe
Johann Wolfgang von Goethe schrieb in einem Brief an Charlotte von Stein „Der Granit lässt mich nicht los!“ Der Dichter und Naturwissenschaftler unternahm drei Reisen in das Fichtelgebirge, bei denen er sich ernsthaft mit naturwissenschaftlichen Problemen auseinandersetzte. Zwei seiner Reisen verband er mit Fahrten von Weimar nach Karlsbad, die letzte unternahm er eigens von Eger aus ins Fichtelgebirge.

#### Erste Reise 1785
Begleitet wurde er von Karl Ludwig von Knebel und Friedrich Gottlieb Dietrich. Am 30. Juni 1785 führte die Reise von Hof über Marktleuthen nach Wunsiedel, noch am gleichen Tag wurden der Katharinenberg und Alexandersbad besucht. Bei einer Fußtour ging es am 1. Juli von Wunsiedel über Leupoldsdorf zum Seehaus (damals Zechenhaus genannt), nach Karches und zur Weißmainquelle (damals Fürstenbrunnen genannt), dann zum Gipfel des Ochsenkopfes, wo unterwegs die seltene Pflanze Sonnentau bewundert wurde. Der Rückweg ging über den Seehügel hinüber zum Nußhardt und zum Weißen Fels, dann über Vordorfermühle und Vordorf (jetzt zur Gemeinde Tröstau gehörend) nach Wunsiedel zurück. Goethe fertigte dabei einige Zeichnungen von Felsformationen an und trieb geologische Studien. Der 2. Juli war ein Regentag, weshalb nur einige Besichtigungen in Wunsiedel stattfanden. Der 3. Juli war der Luisenburg (damals noch Luxburg genannt) und dem Burgsteinfelsen gewidmet, wobei wieder einige Zeichnungen von der Granitverwitterung entstanden. Die Weiterreise am 4. Juli führte über Holenbrunn, Göpfersgrün, Thiersheim, Schirnding und Mühlbach nach Eger. Goethe zeigte lebhaftes Interesse an den „geologischen Merkwürdigkeiten“ Marmor, Speckstein und Basalt, die am Reiseweg vorkamen.

#### Zweite Reise 1820
Als 71-Jähriger befand er sich wieder auf einer Fahrt in die westböhmischen Bäder, ein Abstecher brachte ihn am 25. April nach Alexandersbad, wo er im Alten Schloss logierte. Nach dem Mittagessen begab er sich auf die Luisenburg, die nun durch Wege weitgehend erschlossen war. Er erklärte die Entstehung des Felsenlabyrinths als einen ganz langsam ablaufenden Verwitterungsprozess. Am 26. April folgte die Weiterreise nach Karlsbad.

#### Dritte Reise 1822
Am 13. August kam Goethe über Eger, Waldsassen und Mitterteich nach Marktredwitz, um die berühmte Chemische Fabrik von Wolfgang Kaspar Fikentscher zu besichtigen; begleitet wurde er von Joseph Sebastian Grüner, Magistrat- und Polizeirat in Eger. Bis zum 18. August wurde die Quecksilberherstellung begutachtet und die Glashütte bei Brand aufgesucht, wo 17 Arbeiter große Fenstertafeln herstellten; es folgten chemische und pyrotechnische Versuche. Es hat den Anschein, dass es dem 73-jährigen Goethe wegen der Fikentscher-Töchter in Marktredwitz besonders gut gefallen hat.

### Alexander von Humboldt
Der Universalgelehrte Alexander von Humboldt wurde als 22-Jähriger im Jahr 1792 in die damals preußisch gewordenen Fürstentümer Ansbach und Bayreuth entsandt, um den Bergbau zu modernisieren. Bis 1795 wirkte er in Arzberg, Goldkronach und Bad Steben, wo es ihm gelang, in kurzer Zeit den Bergbau wieder aufzunehmen, den Grubenbau zu erneuern und moderne Abbaumethoden einzuführen. Bergbauschulen gründete er in Arzberg, Goldkronach und Bad Steben und er richtete eine Bergbau-Hilfskasse für verunglückte Bergleute ein.

### Friedrich Wilhelm III. und seine Gemahlin Luise
Seit 1791 gehörte das Fürstentum Bayreuth zu Preußen, ehe es 1806 französischer Herrschaft unterstellt und 1810 an das Königreich Bayern verkauft wurde. Das preußische Königspaar Friedrich Wilhelm III. und Luise von Mecklenburg-Strelitz besuchte das Fichtelgebirge, wo es in Alexandersbad wohnte, im Sommer 1805. Königin Luise schwärmte von der Schönheit der Landschaft, der Natur und den Menschen. „All die schönen Berge, die hier in der Nähe sind, haben wir alle bereist, außer Schneeberg und Ochsenkopf, weil der Schnee sie erst vor 14 Tagen verlassen hat und sie daher sehr sumpfig waren“ schrieb  sie ihrem ältesten Sohn Friedrich Wilhelm. Allein die Luxburg (ihr zu Ehren in Luisenburg umbenannt) mit dem „unglaublichen“ Felsenlabyrinth habe sie dreimal bestiegen.

### Allgemeine Literatur
- Irene Reif: Dort unten wandelt an dem Bach... : Romantische Winterreise durchs Fichtelgebirge. In: Franken – meine Liebe. Oberfränkische Verlagsanstalt, Hof 1989, ISBN 3-921615-91-7, S. 24f.

#### Nachschlagewerke
- Dietmar Herrmann, Helmut Süssmann: Fichtelgebirge, Bayerisches Vogtland, Steinwald, Bayreuther Land : Lexikon. Ackermannverlag, Hof 2000, ISBN 3-929364-18-2.

### Bildbände
- Reinhard Feldrapp (Fotos), Günter Hertel: Das Fichtelgebirge. H. Stürtz, Würzburg 1984, ISBN 3-8003-0220-9.
- Gerhard Bayerl, Manfred Schultes (Fotos), Bernhard Setzwein: Steinmeer und Siebenstern. Buch- und Kunstverlag Oberpfalz, Amberg 2000, ISBN 3-924350-84-1.
- Reinhard Feldrapp (Fotos), Bernd Häuser: Fichtelgebirge. Streifzüge durch das granitene Hufeisen. Echter Verlag, Würzburg 2003, ISBN 3-429-02539-7.
- Franz X. Bogner: Das Fichtelgebirge im Luftbildporträt. Ellwanger, Bayreuth 2008, ISBN 978-3-925361-68-5.

### Wander- und Reiseführer
- Gernot Messarius: Fichtelgebirge : Naturpark zwischen Bayreuth, Hof und Selb ; Städte, Orte und Strecken. (= Goldstadt-Reiseführer. Nr. 2318). Goldstadtverlag, Pforzheim 1982, ISBN 3-87269-318-2. (aktuelle Ausgabe: Fichtelgebirge : Steinwald, Bayreuth, Kulmbach, Hof ; Reisen und Wandern, Kunst und Kultur. Späthling, Weißenstadt-Ruppertsgrün 2014, ISBN 978-3-942668-14-9)
- Friedrich Wilhelm Singer, Georg Pöhlein: Fichtelgebirge : das granitene Hufeisen. Oberfränkische Verlagsanstalt, Hof 1983, ISBN 3-921615-54-2.
- Werner A. Widmann, Wilkin Spitta: Fichtelgebirge, Frankenwald, Coburger Land. (= HB-Bildatlas Nr. 64), HB/Pegasus, Hamburg/Stuttgart 1987, ISBN 3-616-06064-8 (aktualisierte Neuausgabe: Helga Schnehagen: Fichtelgebirge, Frankenwald, Coburger Land : vom oberen Maintal bis zum Vogtland: Lichtenfels, Kulmbach, Kronach, Hof, Selb ; Bayreuth mit Stadtplan. (= HB-Bildatlas. Nr. 190). HB/Mairs Geographischer Verlag, Hamburg/Ostfildern 1998, ISBN 3-616-06290-X)
- Godehard Schramm, Bernd-Heinz Häuser: Fichtelgebirge-Frankenwald-Steinwald. Die schönsten Ausflugsziele. Rosenheimer Verlagshaus, Rosenheim 1992, ISBN 3-475-52732-4.
- Reinhard Müller, Horst Ruhl: Mit Kindern im Fichtelgebirge. Wo Wandern zum Erlebnis wird. Fleischhauer & Spohn Verlag, Bietigheim 1994, ISBN 3-87230-520-4.

#### Wanderkarten
- Naturpark Fichtelgebirge und Naturpark Steinwald : touristische Hinweise auf der Rückseite : offizielle Wanderkarte des Fichtelgebirgsvereins e. V. und des Naturparkes Fichtelgebirge e. V. (= Fritsch Wanderkarte. Nr. 52). Fritsch Landkarten-Verlag, Hof 2016, ISBN 978-3-86116-052-6.

### Bergbau
- Dietmar Herrmann: Vom Bergbau im Fichtelgebirge. (= Beiträge zur Geschichts- und Landeskunde des Fichtelgebirges. Nr. 11). Teil 1, Kohler, Wunsiedel 1989, DNB 891286683.
- Dietmar Herrmann: Vom Bergbau im Fichtelgebirge. (= Beiträge zur Geschichts- und Landeskunde des Fichtelgebirges. Nr. 12). Teil 2, Kohler, Wunsiedel 1990, DNB 900503610.

### Forstgeschichte
- Karl-Heinz Mayer: Die Forstgeschichte des Fichtelgebirges. (= Forstliche Forschungsberichte München. Nr. 167). Frank, München 1998.

### Flora und Fauna
- Ulrike Klugmann: Frankenwald und Fichtelgebirge (draußen, Heft 3). Hamburg 1979
- Rainer Meier: Das große Heimatbuch über die Tierwelt im Fichtelgebirge und Steinwald. Hof 1983
- Erich Walter: Wildpflanzen in Fichtelgebirge und Steinwald. Hof 1982

### Hydrologie
- Dietmar Herrmann: Wasser vom Dach Europas – Gewässerkunde Fichtelgebirge; Band 19/2021 der Schriftenreihe des Fichtelgebirgsvereins Das Fichtelgebirge.
- Dietmar Herrmann: Gewässerkunde Fichtelgebirge. In: Der Siebenstern ; Vereinszeitschrift des Fichtelgebirgsvereins e. V. für Heimatpflege, Heimatkunde, Wandern und Naturschutz . Wunsiedel 2003, S. 4f. ISSN 0949-4685

### Volkskunde
- Karl Bedal: Haus und Hof in Fichtelgebirge und Frankenwald. 3. Auflage, Hof 1989

### Zeitschriften
- Der Siebenstern. Vereinszeitschrift des Fichtelgebirgsvereins e. V. für Heimatpflege, Heimatkunde, Wandern und Naturschutz. Erscheint seit 1927 in Wunsiedel. ISSN 0949-4685